# Požár Iroquois Theater

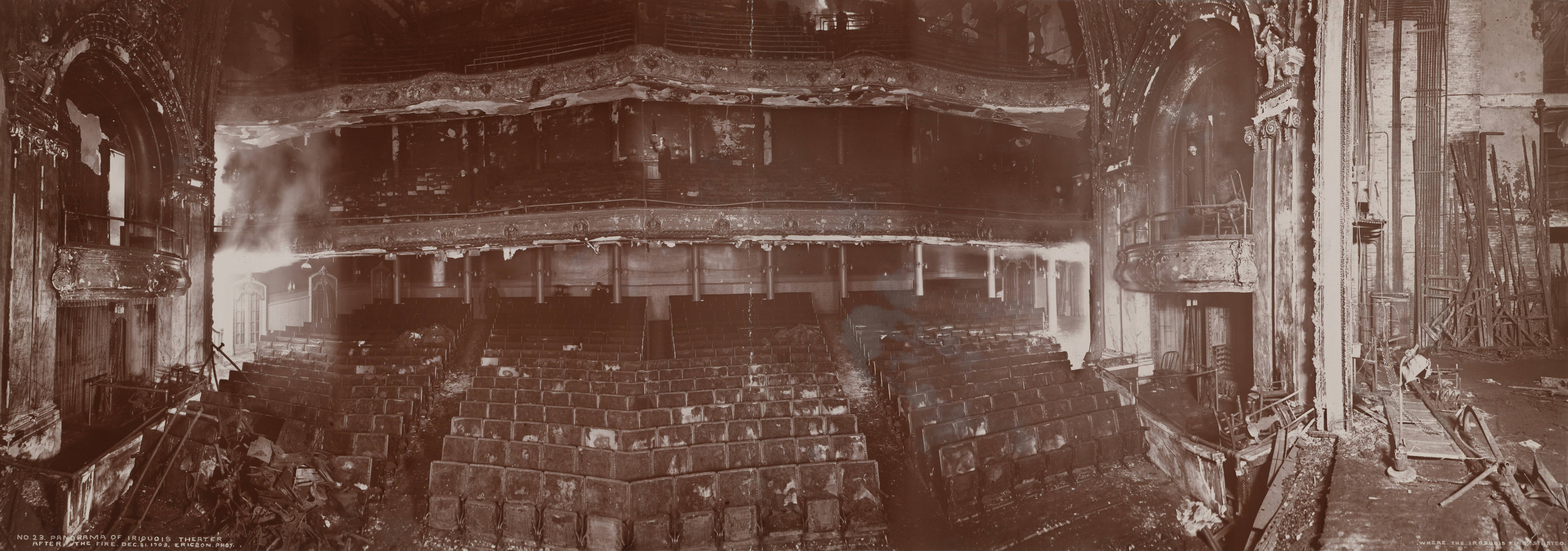
Pohled z jeviště divadla (den po požáru)

Požár Iroquois Theater (Požár Irokézského divadla) byl katastrofální požár divadelní budovy v Chicagu v americkém státě Illinois, který vypukl 30. prosince 1903 během představení, kterého se zúčastnilo 1700 lidí. Požár si vyžádal více než 600 mrtvých a 250 zraněných.
Téměř celé následující století byl požár Irokézského divadla největší katastrofou jedné budovy v americké historii. Pouze zničení Světového obchodního centra 11. září 2001 si vyžádalo více obětí na životech při katastrofě postihující americkou budovu, když ve WTC 1 a WTC 2 zemřelo více než 2 000 kancelářských pracovníků a další ztráty na životech čítaly více než 400 hasičů a bezpečnostních pracovníků v obou budovách.
Irokézské divadlo, které bylo otevřeno měsíc před požárem, bylo po dokončení prezentováno jako „absolutně ohnivzdorné“. Jak se potom ukázalo, byly v požárním zabezpečení budovy četné nedostatky, což přispělo k vysokému počtu obětí. O některých z těchto nedostatků příslušní představitelé města pověření bezpečností věděli; výsledný skandál vyústil ve změny v bezpečnostních předpisech budov a v jejich prosazování ve Spojených státech i jinde ve světě.
Jako památník požáru byla v Chicagu postavena nemocnice Iroquois Memorial Hospital a Chicago pořádalo každoroční vzpomínkovou bohoslužbu. Samotná budova divadla byla přestavěna a divadlo v ní fungovalo až do roku 1925, kdy byla budova zbourána a místo ní postavena nová.

## Divadlo
Budova se nachází v Chicagu na West Randolph Street; místo bylo vybráno tak, aby bylo poblíž nákupní čtvrti a divadlo lákalo i ženy navštěvující město na jednodenní výlety. Divadlo bylo otevřeno 23. listopadu 1903, po četných zpožděních vyplývajících především z pracovních nepokojů. Po otevření bylo divadlo chváleno, např. kritik Walter K. Hill napsal v New York Clipper, že Irokézské divadlo bylo „nejkrásnější v Chicagu a jen málo divadel v Americe může soupeřit s jeho architektonickou dokonalostí…“.
Kapacita byla 1 602 diváků, se třemi úrovněmi publika. V parteru bylo přibližně 700 míst k sezení, balkon měl více než 400 míst a galerie měla asi 500 míst. Na první úrovni byly čtyři lóže, dvě lóže byly na úrovni balkonu.
Divadlo mělo pouze jeden vchod. Široké schodiště, které vedlo z foyeru na úroveň balkónu, vedlo také ke schodům na galerie. Společné schodiště však ignorovalo chicagské požární předpisy, které vyžadovaly samostatná schodiště a východy pro každý balkon. Realizovaný projekt se ukázal jako katastrofální: lidé, kteří vycházeli z galerie, narazili na dav opouštějící balkón, a lidé sestupující z horních pater se ve foyeru tlačili s diváky z přízemí. Naproti tomu prostory v zákulisí byly neobvykle velké, šatny herců byly na pěti podlažích a k dispozici byl výtah, který herce přepravoval na jeviště.
Po požáru bylo Irokézské divadlo přejmenováno a v září 1904 znovu otevřeno jako Hyde & Behman's Music Hall. V říjnu 1905 bylo přejmenováno na Koloniální divadlo, provozované zde až do demolice budovy v roce 1925. V roce 1926 bylo na stejném místě postaveno Orientální divadlo. V roce 2019 bylo Orientální divadlo přejmenováno na Nederlanderovo divadlo.

## Požár
Požár vypukl 30. prosince 1903 asi v 15:15 během odpoledního představení muzikálu Modrovous. Představení bylo vyprodané, a navíc se prodaly i stovky dalších lístků k stání v zadní části divadla. Někteří diváci seděli v uličkách a blokovali tak východy.
Rozbitá oblouková lampa zapálila několik mušelínových závěsů, které zaměstnanci divadla nedokázali uhasit; také pokus o spuštění bezpečnostní azbestové opony byl neúspěšný. Následovala masová panika, navzdory pokusům herce Eddieho Foye uklidnit dav se diváci zběsile vrhli k východům, ale zjistili, že požární východy jsou zamčené nebo zablokované.
Největší počet mrtvých byl u schodiště, kde byly ušlapány nebo udušeny kouřem stovky lidí; v divadle nebyla žádná požární signalizace ani telefon, což ztěžovalo počáteční záchranné práce. Odhaduje se, že v den požáru zahynulo 575 lidí, další zemřeli poté; drtivá většina mrtvých byli diváci. Z přibližně 300 herců, tanečníků a kulisáků zemřelo pouze pět lidí.
Po požáru byla v požárním zabezpečení budovy zjištěna řada nedostatků – především dvě základní bezpečnostní zařízení v době požáru nefungovala nebo chyběla: protipožární opona a požární uzávěry. Chybělo i označení východů a nouzové osvětlení; dveře se otevíraly dovnitř nebo byly zavřené na západku; únikové cesty byly nepřehledné.

## Následky
Během týdne po požáru začal nehodu vyšetřovat vyšetřující soudce. Bylo vyslechnuto přes 200 svědků. Brzy se ukázalo, že v nakládání s bezpečnostními předpisy panuje laxnost.
Zjistilo se, že inspektoři požární bezpečnosti díky volným vstupenkám přehlédli porušení předpisů a umožnili otevření divadla. Azbestová bezpečnostní opona „zmizela“, tedy byla považována za důkaz a odstraněna, nebo skutečně shořela a v tom případě nemohla být vyrobena z nehořlavého azbestu.
Kvůli veřejnému rozhořčení nad katastrofou bylo obviněno vedení divadla, majitel budovy, i chicagský starosta Carter H. Harrison, ale téměř všechna obvinění byla zamítnuta. Jediným odsouzeným byl hospodský, který ukradl věci jedné z obětí. Příbuzní zemřelých ani zraněných nikdy nedostali odškodnění.
Nicméně starosta alespoň nařídil všem 170 divadlům, sálům a kostelům v Chicagu, aby zůstaly zavřené alespoň týden po katastrofě a aby byla přezkoumána bezpečnostní opatření. Později byly po celé zemi vydány nové předpisy, požadující mj. dveře divadla otevírané ven, označení nouzových východů a železnou oponu. Vedení divadla bylo povinno se zaměstnanci provádět požární cvičení.
Exteriér Irokézského divadla zůstal z velké části nedotčený. Po renovaci interiéru byla budova znovu otevřena jako Koloniální divadlo. V roce 1926 byla zbořena, aby uvolnila místo pro Orientální divadlo.

## Galerie

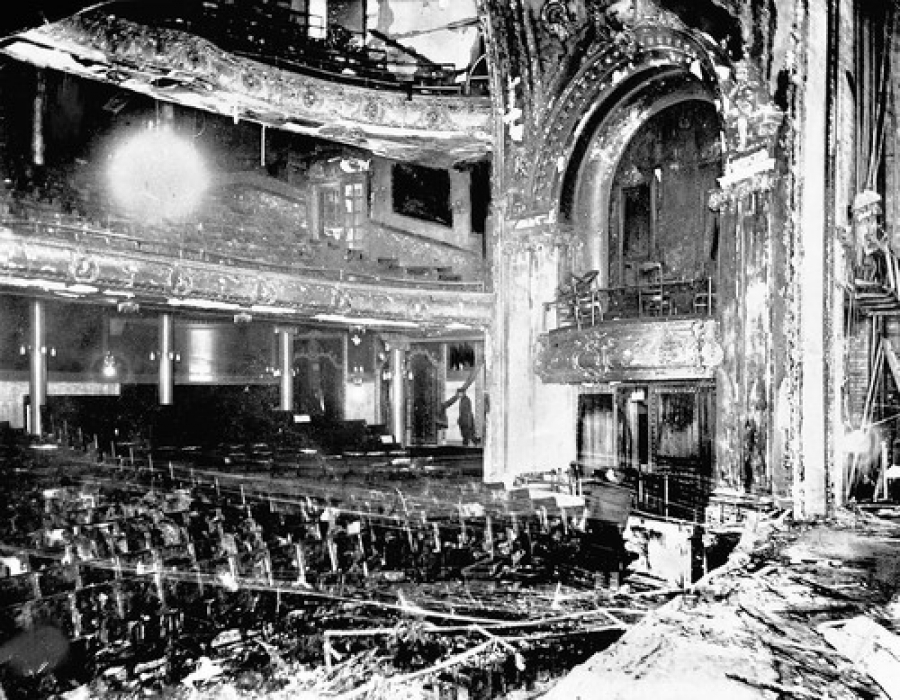
Levá část hlediště po požáru
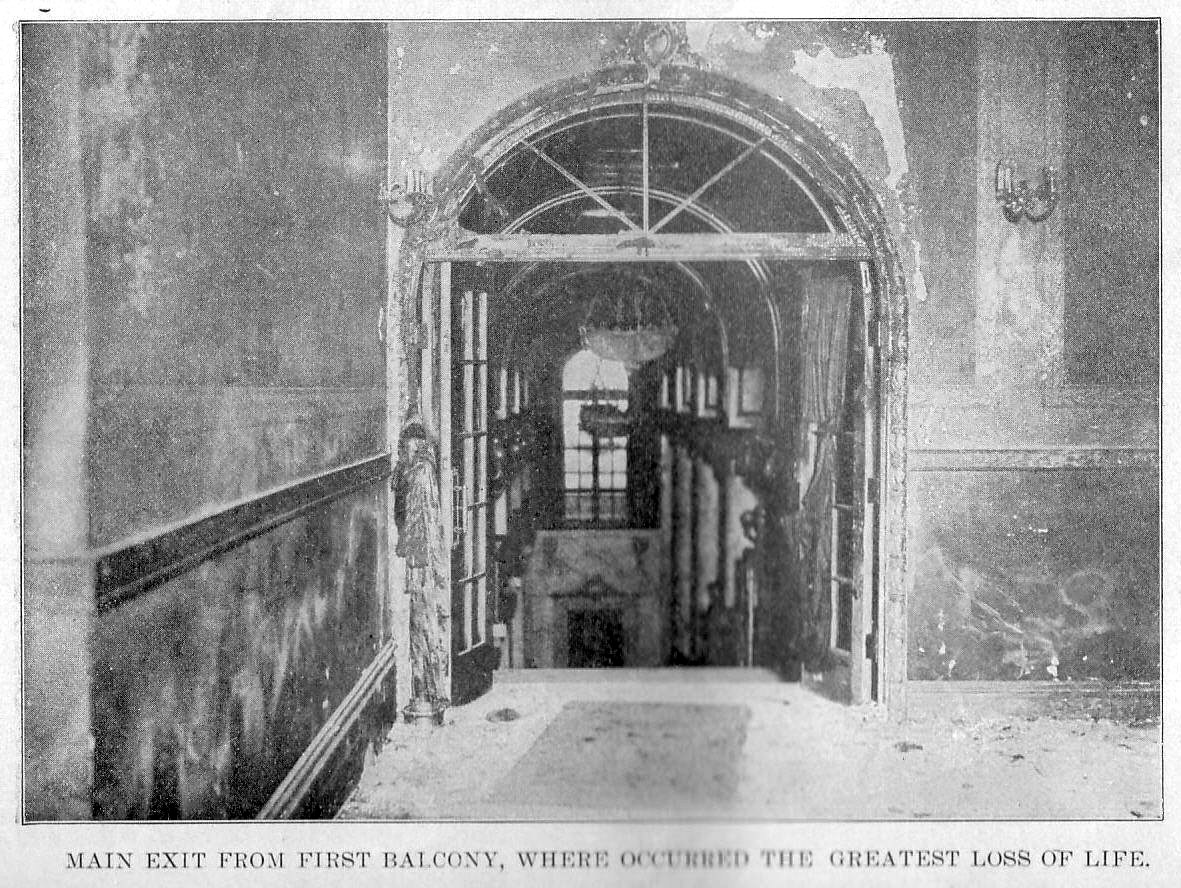
Východ z balkónu prvního patra, kde během tlačenice zemřelo nejvíce lidí
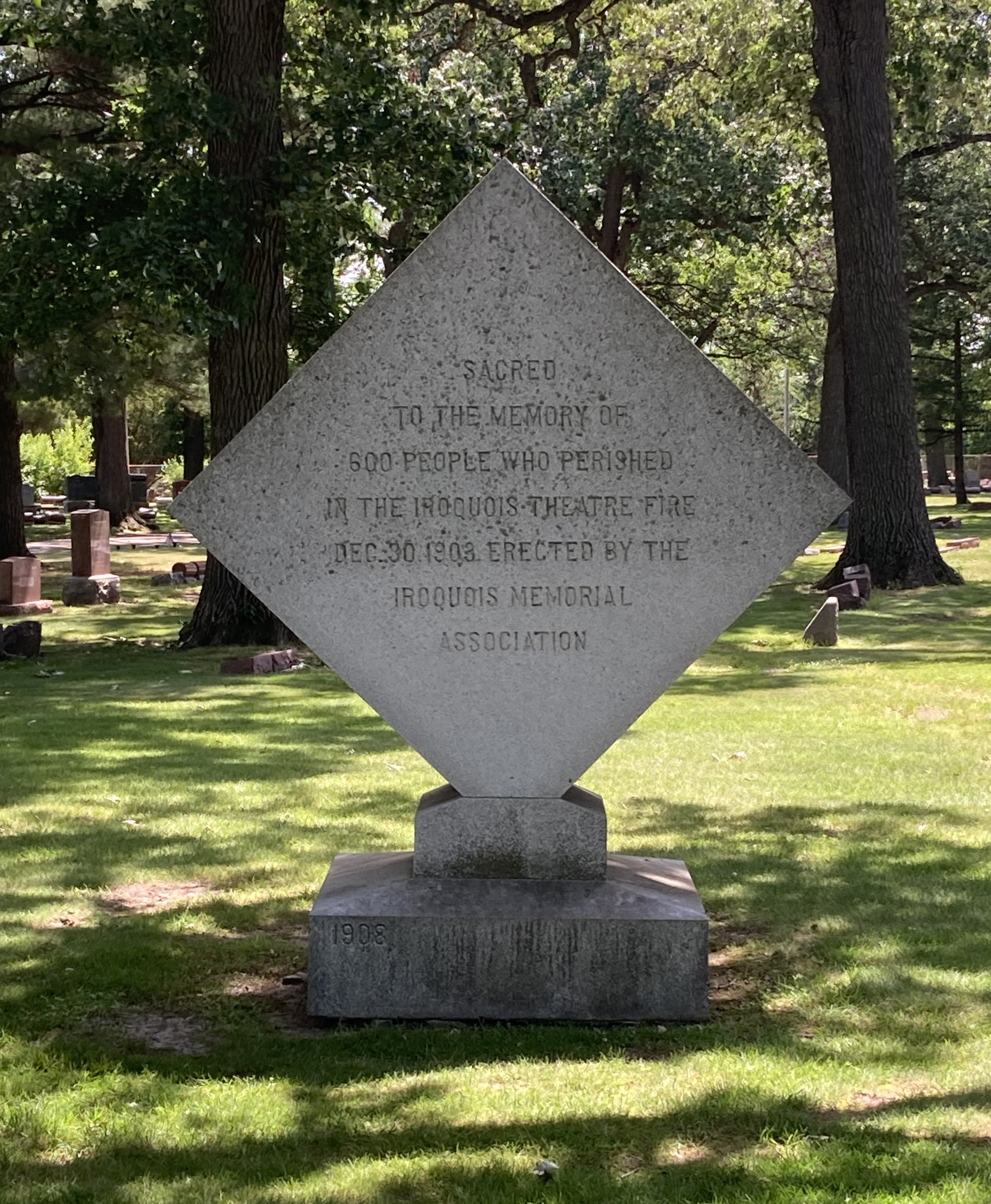
Památník obětem požáru na hřbitově v Chicagu